# Omaezaki

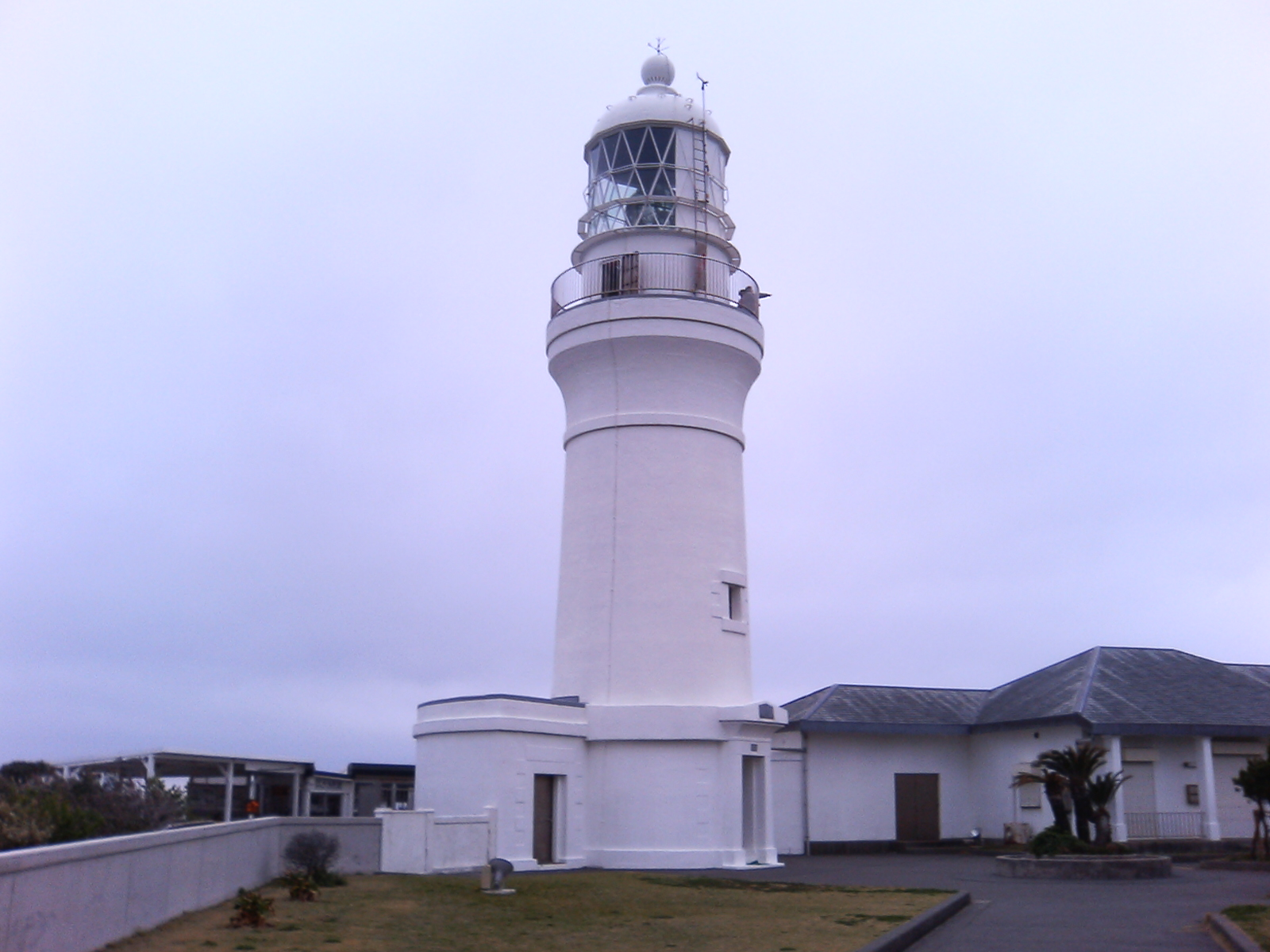
Farul din Omaezaki

Omaezaki (御前崎市 Omaezaki-shi?) este un municipiu din Japonia, prefectura Shizuoka.